# Mallawan
Mallawan là một thành phố và là nơi đặt ban đô thị (municipal board) của quận Hardoi thuộc bang Uttar Pradesh, Ấn Độ.

## Nhân khẩu
Theo điều tra dân số năm 2001 của Ấn Độ, Mallawan có dân số 31.778 người. Phái nam chiếm 53% tổng số dân và phái nữ chiếm 47%. Mallawan có tỷ lệ 54% biết đọc biết viết, thấp hơn tỷ lệ trung bình toàn quốc là 59,5%: tỷ lệ cho phái nam là 62%, và tỷ lệ cho phái nữ là 45%. Tại Mallawan, 17% dân số nhỏ hơn 6 tuổi.